# Représentation centrale ukrainienne-brésilienne
La représentation centrale ukrainienne-brésilienne est une organisation fédérale non partisane et à but non lucratif qui représente la communauté ukrainienne au Brésil et est membre du Congrès mondial ukrainien. Elle réunit les principales sociétés et organisations de la diaspora ukrainienne.

## Histoire
L’immigration ukrainienne au Brésil se divise en trois vagues temporelles : la première date du dernier quart du XIXe siècle. avant la Première Guerre mondiale, la deuxième est la période entre la Première et la Seconde Guerre mondiale, la troisième est la période après la Seconde Guerre mondiale.